# Várkert Bazár
A Várkert Bazár vagy Várbazár (németül: Burggarten-Basar) Budapest I. kerületében található, az Ybl Miklós téren. Kiemelt műemlék, a világörökség része. Az 1875 és 1883 között épült, a Budai Vár alatt Ybl Miklós tervei alapján, 2014-ben teljesen felújították, a Budai Várnegyed és környékének szépítésére irányuló monumentális terv részeként.

## Története
A 19. században a Duna bal partján fekvő Pest gyorsan fejlődni kezdett a polgárosodás hatására. Reprezentatív épületek és gyalogos övezetek épültek a part közelében. Budát viszont még a 18. századból származó régebbi épületek jellemezték. Az 1870-es évek elején született meg az ötlet, hogy a Várhegy lábánál egy reprezentatív kertes épületet emeljenek. A komplexum 1875 és 1883 között épült Ybl Miklós tervei alapján neoreneszánsz stílusban, a Várkert Duna felőli lezárásaképpen. 
Eredetileg kereskedelmi funkciót töltött be, árkádsorai egykor üzleteknek adtak helyet. 1883-tól 1888-ig az északi szárnyában működött a Budai iparosnői tanműhely, 1890-től 1895-ig pedig a Történeti Arcképcsarnok volt itt látható. Az 1890/91-es tanévtől 1918-ig női festőiskola kapott helyet az épületben. 1884-ben Strobl Alajos (a Mátyás-kút alkotója) volt az első szobrász, aki a bazár árkádsorán saját műtermet tudhatott a magáénak. Őt még körülbelül nyolcvan művésztársa követte az elkövetkezett száz év során. 
Az épület súlyosan megrongálódott a második világháborúban. A piac szélén álló torony, valamint a komplexum többi része megsemmisült.

### Budai Ifjúsági Park (1961–1984)
Az épületben működött 1961 és 1984 között a legendás Budai Ifjúsági Park (becenevén: „Ifipark”, rövidítve: BIP), amely számos könnyűzenei rendezvénynek, hangversenynek adott otthont. Itt játszott többek között a Metro, a Bergendy, az Illés, az Omega együttes, Kovács Kati, a Liversing, a Dogs, a Kex, a Juventus, a Mini, a Tűzkerék és a Sakk-Matt együttes. 1980-ban egy Edda-koncert során a park bejáratához vezető lépcső kőfala leomlott. Állapota az 1980-as évektől fogva folyamatosan romlott, ami az épület teljes lezárásához vezetett. A hozzá tartozó lakásokat folyamatosan kiürítették. 1984-ben az Elektromos temetés című koncerttel zárult az Ifipark működése. 
Az „Ifipark” utolsó éveit Plajner Tibor igazgatta aki 1978-ban a Piramissal közösen megrendezte a Szolidaritási rock fesztivált. 

### Felújítása (2013–2014)
A felújítást 2011-ben határozták el; a finanszírozás, tervezés és a közbeszerzés után a kivitelezés 2013 nyarán kezdődött. Az építkezés 8,9 milliárdos összköltségéből 6,7 milliárd forint EU-támogatás volt. Ebből restaurálták a kert egyik fénypontját, a Triton-kutat, amely Csák Attila szobrász-restaurátornak köszönhetően születhetett újjá. 2014. április 3-án adták át az elkészült műemléki részt, amelyet három nap alatt több mint ötvenezren tekintettek meg. Április 7-én, az országgyűlési választások másnapján a várkert ismét bezárt, és elkezdődött a második ütem építése, amely multifunkcionális rendezvényközpontot, 300 férőhelyes mélygarázst és reneszánsz kertet foglalt magába, és 2014. augusztus 29-én nyílt meg. Az építkezés alatt a déli palotákban lévő kiállítások továbbra is ingyenesen voltak látogathatók.
A 2012-es és 2013-as felújítási munkálatok során a Budapesti Történeti Múzeum régészei az elmúlt 750 év tárgyaira bukkantak, köztük ékszerekre, ezüstpénzekre, edényekre, szerszámokra és fegyverekre a középkorból és a török hódoltság idejéből. Ezekből a leletekből kiállítás látható a Várkert Bazár déli szárnyában.

## Galéria
- A budai vár és a Várkert Bazár a 19. század végén
- A Várkert Bazár a felújítás előtt
2012. szeptember 26.
- A Várkert Bazár építése 2013 októberében
- Kapuzatdíszítés a renoválás előtt, 2013
- Kapuzatdíszítés a felújítás után, 2014
- A Várkert Bazár megnyitásakor
2014. április 03.
- A Várkert Bazár a megnyitásakor
- Sokadalom a Várkert Bazár megnyitásakor
- A reneszánsz kert megnyitása
2014. augusztus 29.
- A reneszánsz kert megnyitása
- A Várkert Bazár éjjel
- A Triton-kút